# Campeonato da Oceania de Atletismo de 2011
O Campeonato da Oceania de Atletismo de 2011 foi a 11ª edição da competição organizada pela Associação de Atletismo da Oceania entre os dias 21 a 23 de junho de 2011. Houve mudanças significativas no formato da competição. Agora, são concedidas medalhas em duas divisões regionais "Leste" e "Oeste". Teve como sede o estádio Apia Park, na cidade de Apia, na Samoa, sendo disputadas 35 provas (18 masculino, 17 feminino) em ambas as divisões. Participaram da competição 114 atletas (77 leste, 67 oeste) de 22 nações (11 leste, 11 oeste). 

## Divisão leste

### Medalhistas
Esses foram os resultados da competição. 
Masculino
| Evento                 | Ouro                                                                             | Ouro     | Prata                                                                 | Prata    | Bronze                                                                      | Bronze   |
| ---------------------- | -------------------------------------------------------------------------------- | -------- | --------------------------------------------------------------------- | -------- | --------------------------------------------------------------------------- | -------- |
| 100 metros             | Banuve Tabakaucoro · Fiji                                                        | 10.46    | Lepani Naivalu · Fiji                                                 | 10.82    | Andy Lui · Tonga                                                            | 10.82    |
| 200 metros             | Banuve Tabakaucoro · Fiji                                                        | 21.01    | Lepani Naivalu · Fiji                                                 | 22.14    | Cameron French · Nova Zelândia                                              | 22.21    |
| 400 metros             | Benjamino Maravu · Fiji                                                          | 47.93    | Siuloga Viliamu · Samoa                                               | 50.78    |                                                                             |          |
| 800 metros             | Varasiko Toge Tomeru · Fiji                                                      | 1:55.02  | Rick Mou · Polinésia Francesa                                         | 2:06.10  | Jezmond Papu · Samoa Americana                                              | 2:43.65  |
| 1 500 metros           | Varasiko Toge Tomeru · Fiji                                                      | 4:20.69  | Rick Mou · Polinésia Francesa                                         | 4:23.58  |                                                                             |          |
| 5 000 metros           | Nordine Benfodda · Nova Caledônia                                                | 15:39.61 | Francky Maraetaata · Polinésia Francesa                               | 17:04.38 | Sébastien Guesdon · Nova Caledônia                                          | 17:20.27 |
| 10 000 metros          | Nordine Benfodda · Nova Caledônia                                                | 33:08.99 | Francky Maraetaata · Polinésia Francesa                               | 35:12.90 |                                                                             |          |
| 110 metros barreiras   | Ah Chong Sam Chong · Samoa                                                       | 17.30    | Darren Tinai · Samoa                                                  | 17.87    |                                                                             |          |
| 400 metros barreiras   | Cameron French · Nova Zelândia                                                   | 54.25    | Phil Simms · Nova Zelândia                                            | 54.42    | Roy Ravana · Fiji                                                           | 56.69    |
| 4×100 metros estafetas | Fiji · Benjamino Maravu · Lepani Naivalu · Roy Ravana · Banuve Tabakaucoro       | 41.71    | Nova Zelândia · Ryan Howe · Zac Topping · Cameron French · Phil Simms | 42.41    | Samoa · Siuloga Viliamu · John Bosco Stowers · Pesamino Ivo · Wayne Aimaasu | 43.84    |
| 4×400 metros estafetas | Fiji · Roy Ravana · Benjamino Maravu · Varasiko Toge Tomeru · Banuve Tabakaucoro | 3:17.62  | Nova Zelândia · Phil Simms · Ryan Howe · Zac Topping · Cameron French | 3:28.30  | Samoa · Siuloga Viliamu · Titi Fiaalii · Jack Matoka · Fred Peni            | 3:36.44  |
| Salto em altura        | Raihau Maiau · Polinésia Francesa                                                | 2.02m    | Daniel Griffiths · Ilha Norfolk                                       | 1.70m    |                                                                             |          |
| Salto em comprimento   | Raihau Maiau · Polinésia Francesa                                                | 7.58m    | Ryan Howe · Nova Zelândia                                             | 7.22m    | Okilani Tinilau · Tuvalu                                                    | 7.02m    |
| Salto triplo           | Scott Thomson · Nova Zelândia                                                    | 14.39m   | Raihau Maiau · Polinésia Francesa                                     | 14.29m   | Okilani Tinilau · Tuvalu                                                    | 13.61m   |
| Arremesso de peso      | Emanuele Fuamatu · Samoa                                                         | 17.79m   | Shaka Sola · Samoa                                                    | 15.29m   | Hau I Hetesi Sakalia · Tonga                                                | 12.53m   |
| Lançamento de disco    | Shaka Sola · Samoa                                                               | 43.10m   | Emanuele Fuamatu · Samoa                                              | 42.14m   | JiNam Hopotoa · Niue                                                        | 38.97m   |
| Lançamento do martelo  | Emanuele Fuamatu · Samoa                                                         | 46.70m   | Shaka Sola · Samoa                                                    | 36.04m   |                                                                             |          |
| Lançamento do dardo    | Ben Langton-Burnell · Nova Zelândia                                              | 59.65m   | Franco Patu · Samoa                                                   | 57.56m   | Michael Jackson · Niue                                                      | 49.04m   |

Feminino
| Evento                 | Ouro                                                                                   | Ouro     | Prata                                                                            | Prata    | Bronze                              | Bronze   |
| ---------------------- | -------------------------------------------------------------------------------------- | -------- | -------------------------------------------------------------------------------- | -------- | ----------------------------------- | -------- |
| 100 metros             | Elenoa Sailosi · Fiji                                                                  | 12.46    | Kelsey Berryman · Nova Zelândia                                                  | 12.51    | Mariah Ririnui · Nova Zelândia      | 12.74    |
| 200 metros             | Elenoa Sailosi · Fiji                                                                  | 25.39    | Suliana Batirau Gusuivalu · Fiji                                                 | 25.79    | Tracey Hale · Nova Zelândia         | 25.98    |
| 400 metros             | Miriama Senokonoko · Fiji                                                              | 56.44    | Suliana Batirau Gusuivalu · Fiji                                                 | 57.57    | Toimata Mooria · Polinésia Francesa | 64.64    |
| 5 000 metros           | Anne-Sophie Barle · Polinésia Francesa                                                 | 19:31.91 | Isabelle Oblet · Nova Caledônia                                                  | 19:48.65 | Mereseini Naidau · Fiji             | 19:52.67 |
| 10 000 metros          | Anne-Sophie Barle · Polinésia Francesa                                                 | 41:46.53 | Isabelle Oblet · Nova Caledônia                                                  | 42:55.40 |                                     |          |
| 100 metros barreiras   | Kelsey Berryman · Nova Zelândia                                                        | 14.78    | Kiana Tuituimoeao Mu'amoholeva · Tonga                                           | 17.49    |                                     |          |
| 400 metros barreiras   | Tracey Hale · Nova Zelândia                                                            | 61.60    | Ana Kaloucava · Fiji                                                             | 66.79    |                                     |          |
| 4×100 metros estafetas | Fiji · Suliana Batirau Gusuivalu · Ana Kaloucava · Miriama Senokonoko · Elenoa Sailosi | 48.09    | Nova Zelândia · Tracey Hale · Mariah Ririnui · Emma Sutherland · Kelsey Berryman | 50.04    |                                     |          |
| 4×400 metros estafetas | Fiji · Ana Kaloucava · Miriama Senokonoko · Elenoa Sailosi · Suliana Batirau Gusuivalu | 4:03.57  | Nova Zelândia · Tracey Hale · Tori Peeters · Mariah Ririnui · Kelsey Berryman    | 4:34.77  |                                     |          |
| Salto em altura        | Emma Sutherland · Nova Zelândia                                                        | 1.65m    |                                                                                  |          |                                     |          |
| Salto com vara         | Dolores Dogba · Polinésia Francesa                                                     | 3.00m    |                                                                                  |          |                                     |          |
| Salto em comprimento   | Mariah Ririnui · Nova Zelândia                                                         | 5.62m    | Kelsey Berryman · Nova Zelândia                                                  | 5.46m    | Sopolemalama Tuitama · Samoa        | 5.19m    |
| Salto triplo           | Ana Katiloka · Tonga                                                                   | 11.17m   | Kiana Tuituimoeao Mu'amoholeva · Tonga                                           | 10.80m   | Sopolemalama Tuitama · Samoa        | 10.31m   |
| Arremesso de peso      | Margaret Satupai · Samoa                                                               | 15.43m   | Chei Kenneally · Nova Zelândia                                                   | 13.04m   | Tereapii Tapoki · Ilhas Cook        | 12.91m   |
| Lançamento de disco    | Margaret Satupai · Samoa                                                               | 47.12m   | Tereapii Tapoki · Ilhas Cook                                                     | 46.21m   | Jolyn Iro · Ilhas Cook              | 26.70m   |
| Lançamento do martelo  | Margaret Satupai · Samoa                                                               | 43.52m   | Chei Kenneally · Nova Zelândia                                                   | 42.13m   |                                     |          |
| Lançamento do dardo    | Teruerani Tanepau · Polinésia Francesa                                                 | 42.62m   | Tori Peeters · Nova Zelândia                                                     | 42.41m   | Patricia Taea · Ilhas Cook          | 27.67m   |

### Quadro de medalhas região leste
Uma tabela de medalhas foi publicada para as divisões leste e oeste. 
| Ordem | País               | Medalha de ouro | Medalha de prata | Medalha de bronze | Total |
| ----- | ------------------ | --------------- | ---------------- | ----------------- | ----- |
| 1     | Fiji               | 12              | 5                | 2                 | 19    |
| 2     | Nova Zelândia      | 7               | 11               | 3                 | 21    |
| 3     | Samoa              | 7               | 6                | 4                 | 17    |
| 4     | Polinésia Francesa | 6               | 5                | 1                 | 12    |
| 5     | Nova Caledônia     | 2               | 2                | 1                 | 5     |
| 6     | Tonga              | 1               | 2                | 2                 | 5     |
| 7     | Ilhas Cook         | 0               | 1                | 3                 | 4     |
| 8     | Ilha Norfolk       | 0               | 1                | 0                 | 1     |
| 9     | Niue               | 0               | 0                | 2                 | 2     |
| 9     | Tuvalu             | 0               | 0                | 2                 | 2     |
| 11    | Samoa Americana    | 0               | 0                | 1                 | 1     |
| Total | Total              | 35              | 33               | 21                | 89    |

### Participação região leste (não oficial)
A participação de 77 atletas de 11 países da região leste pode ser determinada. 
| - Samoa Americana (7) - Ilhas Cook (3) - Fiji (10) - Polinésia Francesa (9) | - Nova Caledônia (4) - Nova Zelândia (12) - Niue (6) - Ilha Norfolk (1) | - Samoa (18) - Tonga (4) - Tuvalu (3) |

## Divisão oeste

### Medalhistas
Esses foram os resultados da competição. 
Masculino
| Evento                      | Ouro                                                                     | Ouro     | Prata                              | Prata    | Bronze                                    | Bronze   |
| --------------------------- | ------------------------------------------------------------------------ | -------- | ---------------------------------- | -------- | ----------------------------------------- | -------- |
| 100 metros                  | Kupun Wisil · Papua-Nova Guiné                                           | 10.96    | Roman Cress · Ilhas Marshall       | 11.10    | Jimmy Noklam · Vanuatu                    | 11.32    |
| 200 metros                  | Roman Cress · Ilhas Marshall                                             | 22.54    | Reginald Monagi · Papua-Nova Guiné | 23.31    | Rodman Teltull · Palau                    | 23.37    |
| 400 metros                  | Mowen Boino · Papua-Nova Guiné                                           | 48.05    | Ethan Millward · Austrália         | 49.18    | David Benjimen · Vanuatu                  | 49.30    |
| 800 metros                  | Arnold Sorina · Vanuatu                                                  | 1:54.64  | Kevin Kapmatana · Papua-Nova Guiné | 1:56.12  | Michael Gaitan · Guam                     | 2:03.54  |
| 1 500 metros                | Derek Mandell · Guam                                                     | 4:04.59  | Michael Gaitan · Guam              | 4:20.95  | Joshua Illustre · Guam                    | 4:47.17  |
| 5 000 metros                | Kupsy Bisamo · Papua-Nova Guiné                                          | 16:12.94 | Philip Nausien · Vanuatu           | 16:23.37 | Masick Tena · Ilhas Salomão               | 16:35.75 |
| 10 000 metros               | Kupsy Bisamo · Papua-Nova Guiné                                          | 33:18.95 | Philip Nausien · Vanuatu           | 34:39.85 | Chris Votu · Ilhas Salomão                | 35:14.97 |
| 110 metros barreiras        | Reginald Monagi · Papua-Nova Guiné                                       | 16.40    | Michael Herreros · Guam            | 17.31    | Clayton Kenty · Marianas Setentrionais    | 17.43    |
| 400 metros barreiras †      | Mowen Boino · Papua-Nova Guiné                                           | 51.88    | David Benjimen · Vanuatu           | 52.94    |                                           |          |
| 3.000 metros com obstáculos | Chris Votu · Ilhas Salomão                                               | 10:23.12 | Philip Nausien · Vanuatu           | 10:45.95 |                                           |          |
| 4×400 metros estafetas      | Vanuatu · Arnold Sorina · Philip Nausien · Jimmy Noklam · David Benjimen | 3:23.23  |                                    |          |                                           |          |
| Salto em altura             | Joshua Hall · Austrália                                                  | 2.19m    | David Jessem · Papua-Nova Guiné    | 1.99m    | Reginald Monagi · Papua-Nova Guiné        | 1.85m    |
| Salto com vara              | Reginald Monagi · Papua-Nova Guiné                                       | 3.20m    |                                    |          |                                           |          |
| Salto em comprimento        | Boitu Baiteke · Kiribati                                                 | 6.52m    | Reginald Monagi · Papua-Nova Guiné | 6.03m    | Jonavin Ichihara · Marianas Setentrionais | 5.66m    |
| Salto triplo                | Boitu Baiteke · Kiribati                                                 | 13.90m   |                                    |          |                                           |          |
| Arremesso de peso           | Joseph Dabana · Nauru                                                    | 14.16m   |                                    |          |                                           |          |
| Lançamento de disco         | Mitchell Cooper · Austrália                                              | 45.51m   | Drew Potts · Austrália             | 36.28m   | Reginald Monagi · Papua-Nova Guiné        | 33.03m   |
| Lançamento do dardo         | Reginald Monagi · Papua-Nova Guiné                                       | 44.54m   | Emelido Digno · Ilhas Marshall     | 39.10m   |                                           |          |

†: Nathan McConchie da Austrália ficou em 4º com 59,59, não havendo informações do 3º. 
Feminino
| Evento                 | Ouro                                                                  | Ouro     | Prata                             | Prata    | Bronze                                 | Bronze   |
| ---------------------- | --------------------------------------------------------------------- | -------- | --------------------------------- | -------- | -------------------------------------- | -------- |
| 100 metros             | Madeleine Powell · Austrália                                          | 12.34    | Helen Philemon · Papua-Nova Guiné | 12.58    | Yvonne Bennet · Marianas Setentrionais | 12.59    |
| 200 metros             | Venessa Waro · Papua-Nova Guiné                                       | 25.45    | Helen Philemon · Papua-Nova Guiné | 25.59    | Yvonne Bennet · Marianas Setentrionais | 25.70    |
| 400 metros             | Yvonne Bennet · Marianas Setentrionais                                | 57.66    | Venessa Waro · Papua-Nova Guiné   | 57.85    | Naomi Blaz · Guam                      | 60.12    |
| 800 metros             | Emma Dick · Austrália                                                 | 2:18.99  | Amy Atkinson · Guam               | 2:25.94  | Eunice Steven · Papua-Nova Guiné       | 2:26.10  |
| 1 500 metros           | Emma Dick · Austrália                                                 | 4:53.88  | Amy Atkinson · Guam               | 5:04.64  | Sharon Kikini Firisua · Ilhas Salomão  | 5:06.23  |
| 5 000 metros           | Amy Atkinson · Guam                                                   | 19:53.13 | Dainah Matekali · Ilhas Salomão   | 21:12.18 | Bibiana Tinan · Palau                  | 27:11.59 |
| 10 000 metros          | Dainah Matekali · Ilhas Salomão                                       | 43:12.64 |                                   |          |                                        |          |
| 100 metros barreiras   | Madeleine Powell · Austrália                                          | 14.34    | Eunice Steven · Papua-Nova Guiné  | 16.94    | Sierra Daughtry · Guam                 | 17.88    |
| 400 metros barreiras   | Lisa Spencer · Austrália                                              | 60.77    | Sierra Daughtry · Guam            | 70.73    | Alex Daughtry · Guam                   | 73.67    |
| 4×100 metros estafetas | Austrália · Tara Strano · Madeleine Powell · Lisa Spencer · Emma Dick | 49.99    |                                   |          |                                        |          |
| Salto em altura        | Tara Strano · Austrália                                               | 1.71m    | Teagan Harris · Austrália         | 1.71m    | Eunice Steven · Papua-Nova Guiné       | 1.50m    |
| Salto em comprimento   | Helen Philemon · Papua-Nova Guiné                                     | 5.45m    | Eunice Steven · Papua-Nova Guiné  | 4.69m    | Kaingauee David · Kiribati             | 4.52m    |
| Salto triplo           | Naomi Blaz · Guam                                                     | 9.88m    | Kaingauee David · Kiribati        | 9.51m    |                                        |          |
| Arremesso de peso      | Rebecca Direen · Austrália                                            | 12.27m   | Nina Grundler · Nauru             | 10.08m   | Eunice Steven · Papua-Nova Guiné       | 8.86m    |
| Lançamento de disco    | Nina Grundler · Nauru                                                 | 29.01m   |                                   |          |                                        |          |
| Lançamento do martelo  | Rebecca Direen · Austrália                                            | 49.01m   |                                   |          |                                        |          |
| Lançamento do dardo    | Eunice Steven · Papua-Nova Guiné                                      | 32.71m   |                                   |          |                                        |          |

### Quadro de medalhas região oeste
Uma tabela de medalhas foi publicada para as divisões leste e oeste. 
| Ordem | País                   | Medalha de ouro | Medalha de prata | Medalha de bronze | Total |
| ----- | ---------------------- | --------------- | ---------------- | ----------------- | ----- |
| 1     | Papua-Nova Guiné       | 11              | 9                | 5                 | 25    |
| 2     | Austrália              | 11              | 3                | 0                 | 14    |
| 3     | Guam                   | 3               | 5                | 5                 | 13    |
| 4     | Vanuatu                | 2               | 4                | 2                 | 8     |
| 5     | Ilhas Salomão          | 2               | 1                | 3                 | 6     |
| 6     | Kiribati               | 2               | 1                | 1                 | 4     |
| 7     | Nauru                  | 2               | 1                | 0                 | 3     |
| 8     | Ilhas Marshall         | 1               | 2                | 0                 | 3     |
| 9     | Marianas Setentrionais | 1               | 0                | 4                 | 5     |
| 10    | Palau                  | 0               | 0                | 2                 | 2     |
| Total | Total                  | 35              | 26               | 22                | 83    |

### Participação região oeste (não oficial)
A participação de 67 atletas de 11 países da região oeste pode ser determinada. 
| - Austrália (12) - Guam (14) - Kiribati (4) - Ilhas Marshall (4) | - Estados Federados da Micronésia (4) - Nauru (4) - Marianas Setentrionais (4) - Palau (4) | - Papua-Nova Guiné (8) - Ilhas Salomão (4) - Vanuatu (5) |